# Amateraszu Ómikami

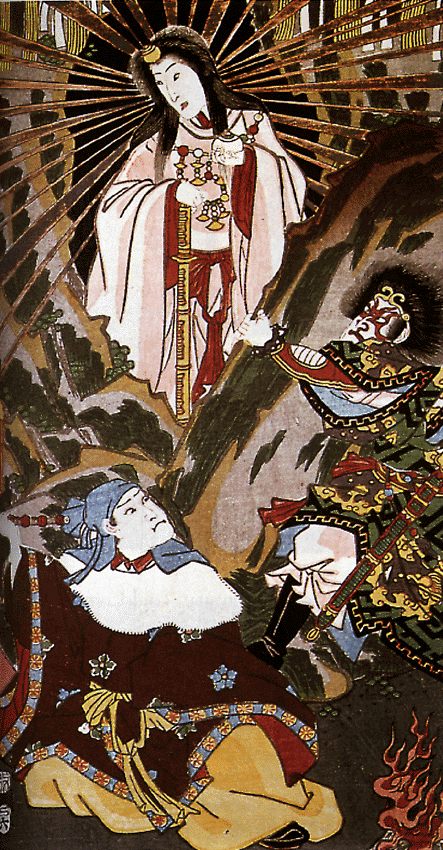

Amateraszu Ómikami (天照大神／天照大御神／天照皇大神), Amateraszu (天照), vagy Óhirume no Mucsi no Kami (大日孁貴神) a japán mondakör része és egyben a sintó vallás főistene. A Nap, illetve az Univerzum isteneként tartják számon. Nevének jelentése: „a magasztos kami (isten) aki a mennyben ragyog”. A Kodzsiki és a Nihonsoki szerint a japán uralkodók Amateraszu közvetlen leszármazottai. A szigetvilág-teremtő istenpáros, Izanagi és Izanami gyermekeként leküldte unokáját, Ninigi no Mikotót a földre, hogy vonja uralma alá Japánt. E célból pedig neki adta a szent tükröt, a kardot és az ékkövet, a későbbi uralkodói jelvényeket. Ninigi ükunokája, Dzsinmu lett az első császár. Amateraszu Ómikami lelke azóta a sintó főhelyén, az iszei nagyszentélyben lakozik.

## Történelem
Amateraszut az egész Ázsia területén megjelenő napisten japán megfelelőjeként tartják számon. Számos hasonlóság áll fenn a japán és a koreai napisten, He-nim között, különös tekintettel az istentiszteletre. Ugyanazokat a szimbólumokat és gyakorlatokat alkalmazzák mindkét országban. A napisten egy másik lehetséges megjelenési formája a kínai Hszi-ho. A napisten tisztelete csak Japánban volt szakadatlan, míg máshol a különböző vallási mozgalmak, mint a buddhizmus vagy a taoizmus akadályozták tiszteletét.
A legrégebbi történetek Amateraszuról az i. sz. 712-ből származó Kodzsikiben (古事記, Régi idők feljegyzései) és az i. sz. 720. körüli Nihonsokiban (日本書紀, Japán krónika) találhatók meg, ezek a japán történelem legrégebbi feljegyzései. Amateraszu napistennő a vihar és tenger istenének, Szuszanoonak (須佐之男, Szuszanoo no Mikoto), illetve a Hold istenének, Cukujominak (月読, Cukujomi no Mikoto) a testvére. Azt írják, hogy Amateraszu testvéreivel megfestvén a tájat alkotta meg az ősi Japánt. Mindhárman Izanagi (a Kodzsikiben 伊邪那岐, a Nihonsokiban 伊弉諾) szülöttei. Miután az Izanami (伊弉冉尊 vagy 伊邪那美命) megmentésében kudarcot valló Izanagi visszatért a Jomiból (alvilág), rituális tisztítást végzett. A bal szemét mosta, amikor megszületett Amateraszu, a jobbat, amikor Cukujomi és az orrát, amikor Szuszanoo.
Amateraszu napistenként az égbolt uralkodójává vált bátyjával, Cukujomival, a holdistennel. Eredetileg Amateraszu megosztozott az égbolton Cukujomival, férjével és testvérével, egészen addig, amíg Cukujomi undorból meg nem ölte az étel istenségét, Uke Mocsit. Uke Mocsi „ételt húzott ki a végbeléből, orrából és a szájából”, ez váltotta ki Cukujomi undorát. A gyilkosság olyannyira felbosszantotta Amateraszut, hogy Cukujomit bűnös istennek kiáltotta ki, és elvált tőle: így alakult ki a nappal és az éjszaka.
A szövegek írnak továbbá egy másik, régóta fennálló versengésről Amateraszu és öccse, Szuszanoo között. Amikor Szuszanoonak el kellett hagynia Takamagaharát (menny) Izanagi parancsára, elment, hogy elköszönjön nővérétől. Amateraszu gyanakvó volt, de amikor Szuszanoo felvetette, hogy párbajozzanak, amivel bebizonyíthatja őszinteségét, Amateraszu beleegyezett. Mindketten elvettek a másiktól egy tárgyat, amikből istenek és istennők születtek. Amateraszu Szuszanoo kardjából három nőt teremtett, míg testvére öt férfit a napisten nyakláncából. Azt állítván, hogy mivel az ő nyakláncából születtek, így az istenek az övéi, az istennők pedig ugyanezen alapon Szuszanooé, eldöntötte, hogy ő nyerte a párbajt, hiszen Szuszanoo kardja nőket teremtett. Innentől kezdve nyugalomban éltek egészen addig, amíg Szuszanoo dühöngésbe nem kezdett nyughatatlansága miatt. Elpusztította testvére rizsföldjeit, egy megnyúzott pónilovat hajított a szövőszékére és megölte egyik kísérőjét. A dühös és szomorú Amateraszu az Amano Ivatóba bújt, ilyenformán sokáig nem jött fel a Nap az égre. Jóllehet rábeszélték, hogy hagyja el a barlangot, Szuszanoot megbüntették és száműzték Takamagaharából. Akkor békültek ki, amikor Szuszanoo neki adta a Kuszanagi no Curugi kardot a béke zálogaként. Mikor mindketten megbékéltek, a Hold újra láthatóvá vált az égen. A legenda szerint Amateraszu odaadta leszármazottjának, Niniginek a Jata no Kagami tükröt, a Jaszakani no Magatama ékszert és Kuszanagi no Curugi kardját. Ezek a szent tárgyak váltak Japán uralkodói jelvényeivé.

## Tisztelete
Az iszei nagyszentély Belső Szentélye (Kó taidzsingú vagy Naikú) Amateraszunak lett szentelve. Azt mondják, hogy a szent tükör, a Jata no Kagami ebben a szentélyben található. A Belső Szentélyt a sikinen szengú nevű szertartás keretében húszévente lebontják, és a mellette lévő telken ismét felhúzzák. Új ruhákat és ételt is ajánlanak ilyenkor a napistennőnek. Ez a gyakorlat már i. sz. 690. óta része a sintó vallásnak. Amateraszu különleges tisztelete a többi kamihoz képest a napkultusszal magyarázható.

## Fordítás
- Ez a szócikk részben vagy egészben  az   Amaterasu című angol Wikipédia-szócikk fordításán alapul.  Az eredeti cikk szerkesztőit annak laptörténete sorolja fel. Ez a jelzés csupán a megfogalmazás eredetét és a szerzői jogokat jelzi, nem szolgál a cikkben szereplő információk forrásmegjelöléseként.